# Phylloscopus herberti
Phylloscopus herberti là một loài chim trong họ Phylloscopidae.